# Популарна култура
Популарна култура или масовна култура је свеукупност културних и псеудокултурних производа, намењених потрошњи најширег слоја становништва. Масовна култура је производ индустријског друштва које, захваљујући техничком напретку и, посебно, средствима масовне комуникације, обезбеђује да готово сваки његов члан може бити конзумент разноврсних продуката.